# ندونگ
ندونگ (انگلیسی: Rodong-1) یک موشک با سوخت مایع تک مرحله‌ای است که توسط کره شمالی توسعه داده شده است. طرح این موشک بر پایه موشک اسکاد ساخت اتحاد جماهیر سوسیالیستی شوروی هست اما به مقیاس ثابت اندازه آن بزرگتر شده است و در نتیجه برد و قابلیت حمل بار بیشتری نسبت به موشکهای اسکاد دارد. 